# Піньєйру де Азеведу
Жозе́ Бапті́шта Піньє́йру де Азеве́ду (порт. José Baptista Pinheiro de Azevedo; *5 червня 1917, Луанда — †10 серпня 1983, Лісабон) — португальський політик і військовий, реформатор і революціонер під час Революції гвоздик, брав участь у поваленні режиму Марселу Каетану у 1974 році. Був 3-м прем'єр-міністром Португалії після Революції гвоздик, з 19 вересня 1975 до 23 червня 1976 року. У 1976 році був кандидатом на пост президента Республіки, але програв вибори.

## Біографія
У 1934 році вступив до військово-морської школи, згодом займав різні посади і виконував різні повноваження, працював військово-морським аташе при посольстві Португалії в Лондоні (з лютого 1968 року по серпень 1971 року). Отримав звання адмірала і був начальником штабу військово-морських сил в 1975—1976 роках.
Був передостаннім прем'єр-міністром тимчасових після Революції гвоздик урядів до 23 червня 1976 року, коли з ним стався серцевий напад і його замінив на цій посаді Вашку де Алмейда і Кошта.
Як кандидат у президенти Республіки на виборах 1976 року, зайняв третє місце, набравши 14,37 %.

### Президентські вибори27 червня1976року
| Кандидат                  | Голосів   | %     |
| Рамалью Іаніш             | 2.967.137 | 61,59 |
| Отелу Сарайва де Карвалью | 792.760   | 16,46 |
| Піньєйру де Азеведу       | 692.147   | 14,37 |
| Отавіу Пату               | 365.586   | 7,59  |

Помер у Лісабоні, 10 серпня 1983 року, у віці 66 років.